# Un putain de salopard
Un putain de salopard est une série de bande dessinée en quatre tomes de Régis Loisel pour le scénario, Olivier Pont pour le dessin et Francois Lapierre pour les couleurs. La série a été publiée de 2019 à 2024 aux éditions Rue de Sèvres.

## Synopsis

### Isabel (2019)
En 1972, Max arrive en Amazonie Brésilienne. Sa mère vient de décéder et il veut trouver son père biologique, jusque là inconnu. A l'arrivée à l'aérodrome, il rencontre trois jeunes femmes, Charlotte et Christelle qui viennent retrouver leur amie Corinne. Elles proposent de l'héberger. Au village, Max apprend que son père pourrait être soit un trafiquant pilote d'avion  appelé "Mermoz" soit "Le comptable", un homme travaillant dans un camp reculé dans la jungle dit camp Hermann. En allant vers ce camp, il rencontre Baïa. En voiture, ils ont un accrochage avec des trafiquants de jeunes filles et doivent s'enfuir dans la jungle. Mais après une nuit torride avec son hôte Corinne, Max développe une infection et Baïa doit s'arrêter dans la jungle pour s'occuper de lui. Ils reprennent leur route et trouvent l'épave d'un avion, peut-être celui que pilotait un des possibles pères de Max lors de l'enlèvement de l’enfant Isabel du chef du camp. De leur coté, Charlotte et Christelle, infirmières, rejoignent un dispensaire dans la jungle pour prendre la relève du médecin précédent. Corinne reste au village chez Mali, la mère de Baïa.

Baïa dans ”Un putain de salopard”, dessin de Olivier Pont

### O Maneta (2020)
Baïa revit en rêve l’accident de l’avion qui emmenait la petite fille enlevée. Elle était alors morte sur le coup et Max et Baïa retrouvent son corps dans les débris de l’avion. Margarida et Corinne vont voir Mali lorsqu’ils apprennent que le Capitaine Régo a retrouvé une voiture, celle transportant Max et Baïa mais vide et criblée de balles. Mali entre en transe et voit sa fille Baïa avec la petite fille morte. Charlotte et Christelle retournent au village avec une jeune prostituée blessée. Elles se cachent avec elle dans le village, les tueurs étant à leurs trousses. Mais un témoin les a vues et les tueurs l’apprennent. Ils retrouvent la maison où elles sont cachées. Après un combat, Margarida et Régo tuent les poursuivants. Max se remet de sa fièvre dans la jungle et part avec Baïa et des indiens pour repartir vers le fleuve. Après une marche dans la jungle, Max et Baïa arrivent à une cabane et rencontrent le Manchot. Ils racontent l'histoire de l'avion retrouvé. Le Manchot leur demande d'y retourner, un trésor y étant caché. Baïa s’enfuit avec la barque du Manchot, tandis que Max décide de le mener à l’avion. Mais Baïa finit par comprendre que le Manchot est dangereux et repart à la recherche de Max. Charlotte et Christelle doivent retourner au camp forestier soigner le patron, Hermann. Max et le Manchot retrouvent l’avion. Alors qu’ils ouvrent le coffre rempli de diamants, ils sont retrouvés par les hommes du camp. Après des échanges de coup de feu, Le Manchot, blessé, avoue qu’il est Mermoz et donc le père de Max. Pendant ce temps, Baïa tombe en panne d’essence et se retrouve face à des trafiquants orpailleurs sur le fleuve.

### Guajeraï (2022)
Alors que Max soigne le Manchot dans la jungle, Christelle et Charlotte soignent Hermann au camp forestier. Le capitaine Régo retrouve Baïa, prisonnière des orpailleurs sur leur bateau. Après une bagarre avec le Hollandais, chef des orpailleurs, il s’enfuit sur une barque à moteur. Se cachant sur les bords du fleuve, Baïa est mordue par un serpent corail. Le Hollandais se rend chez le Manchot, où il se trouve avec Max. Pour récupérer une pirogue, le Manchot tue le Hollandais mais est lui-même blessé. Max et le Manchot se rendent à un village sur le fleuve pour soigner la blessure du Manchot. Max apprend alors que Régo et Baïa sont aussi passés là et qu’ils sont partis en ville, à Guajeraï, pour soigner Baïa à l’hôpital. Max et le Manchot partent à leur recherche en ville. Max retrouve Baïa à l’hôpital mais repart se cacher. Corinne et Charlotte recueillent au dispensaire une femme qui a une péritonite et est venue avec son bébé. Pendant ce temps, Christelle s’occupe seule de Hermann. Il lui raconte l’histoire de sa fille perdue, Isabel. Hermann est conscient que sa fille est probablement morte mais sent aussi que son âme est tourmentée au fin fond de la jungle. Max et le Manchot se disputent et Max part avec les diamants. Il passe chercher Baïa à l’hôpital et une course poursuite commence en scooter et voiture dans la ville. Max et Baïa finissent par se cacher dans une cabane du port. La mère de Baïa revit une scène d’attaque de son village des années auparavant et on apprend qu’elle a été violée par Mermoz. Ce dernier est donc aussi le père de Baïa.

### Le Rituel (2024)
Le lendemain matin, Régo retrouve Max et Baïa sur le port. Le Manchot est toujours à leurs trousses. Mais il est retrouvé par les hommes de main d’Hermann. Une fusillade a lieu en pleine rue mais Régo, Max et Baïa s’enfuient de nouveau. Hermann apprend que Mermoz est toujours vivant, alors qu’au dispensaire la jeune maman meurt de sa péritonite. Max et Baïa sont tombés amoureux et passent tout leur temps ensemble. Hermann a retrouvé Mermoz qui assure qu’il pourra le ramener à l’avion écrasé. Christelle accepte de les accompagner dans la jungle. Avant le départ, ils se retrouvent tous. Mais lors de la soirée, Mali en voyant une photo, apprend à Baïa que, suite à un viol, son père est Mermoz. Baïa, choquée, s’enfuit. Alors que l’expédition avec Christielle, Charlotte, Hermann et Mermoz va vers l’avion dans la jungle, Max, Régo et Baïa décident de les retrouver. Hermann, mourant, est rejoint par le fantôme de sa fille, alors que Mermoz tente de s’enfuir. Mermoz retrouve Max, et ils se battent. Baïa intervient et tire sur Mermoz. Mermoz s’enfuit, mais tombe sur un pieu de bois et meurt, sans révéler s’il est le père de Max ou non. Baïa organise le rituel indien dans la jungle et Hermann et sa fille voient leur âmes se retrouver. Après le retour au village et les retrouvailles de tous les protagonistes, Max décide de partir, toujours dans le doute d’être le demi-frêre de Baïa. Régo le retrouve six mois plus tard à Gaïvotuba. Lors d’une discussion avec un vieil homme sur place, il finit par avoir la preuve que Mermoz n’est pas son père. Soulagé, il retourne au village avec Régo et retrouve Baïa.

## Albums
| Un putain de salopard (2019-2024) - 1. Isabel , 2019, Rue de Sèvres Scénario : Régis Loisel - Dessin : Olivier Pont - Couleurs : Francois Lapierre - (ISBN 9782369816720) - 2. O Maneta , 2020, Rue de Sèvres Scénario : Régis Loisel - Dessin : Olivier Pont - Couleurs : Francois Lapierre - (ISBN 9782810202331) - 3. Guajeraï , 2022, Rue de Sèvres Scénario : Régis Loisel - Dessin : Olivier Pont - Couleurs : Francois Lapierre - (ISBN 9782810202478) - 4. Le Rituel , 2024, Rue de Sèvres Scénario : Régis Loisel - Dessin : Olivier Pont - Couleurs : Francois Lapierre - (ISBN 9782810206155) |

## Personnages
- Max: Un jeune homme qui revient sur son lieu d'enfance au décès de sa mère, cette dernière n'ayant jamais voulu lui dire qui était son père. Il pense pouvoir le retrouver dans son village d'origine au Brésil.

- Baïa: Une jeune femme sourde originaire de la région. Elle rencontre Max et va l'accompagner tout au long de l'aventure.

- Christelle: infirmière, venue avec sa petite amie Charlotte pour s'occuper du dispensaire dans la jungle.

- Charlotte: infirmière, elle restera auprès d'Hermann pour le soigner puis l’aider à retrouver sa fille.

- Corinne: une vieille amie de Christelle et Charlotte. Elle leur a permis de trouver l'emploi de remplacement dans le dispensaire.

- Régo: Un policier installé depuis longtemps dans la région. Il va protéger les jeunes protagonistes des dangers des vieux trafiquants de la jungle.

- Margarida tient le café du village “Le Toucan” et s’occupera des jeunes gens en détresse. Cela la rapprochera du Capitaine Régo.

- Le manchot ou Mermoz ou O Maneta: Kidnappeur de la fille d’Hermann, pilote d’avion, et possible père de Max.

- Mali: La mère de Baïa. Elle a souvent des visions prémonitoires ou lointaines, un don qu'elle a transmis à sa fille.

- Isabel: la fille d'Hermann, le chef du camp forestier. Elle a été enlevée il y a de nombreuses années et son père continue de la chercher.

- Hermann: le chef du camp forestier. Malade et mourant, il continue à espérer retrouver un jour sa fille.

- Zachary: Un employé et homme de main de Hermann, mais aussi un des responsables de l’enlèvement de sa fille.

- Le Hollandais: prénommé Klaas, un orpailleur, chef de bande, vivant sur son bateau et qui enlèvera Baïa.

## Analyse
Bien avant cette série, Olivier Pont et Régis Loisel avaient réalisé ensemble un séjour en Guyane. Ils avaient discuté, imaginé une histoire mais sans aboutir à une collaboration. Vingt ans plus tard, Olivier Pont propose un travail commun et Régis Loisel présente alors un scénario basé sur une idée originale. Ils vont travailler ensemble pour aboutir aux quatres tomes de la série. Comme le note Gilles Ratier: “Commence alors une équipée rocambolesque jubilatoire où, comme à son habitude, Loisel peaufine le parcours et l’évolution de ses différents protagonistes et excelle dans les jeux de dialogues ; tandis que Pont enlumine, de son trait spontané, vif et puissant — brillamment mis en lumière par les couleurs chaleureuses de François Lapierre (celui qui officiait déjà sur « Magasin général ») —, ce jeu de piste aux décors d’opérette mi-western mi-colonial !”.
La série comporte de multiples facettes de style et comme le note M.Moubariki pour le tome 1 “Isabel”: “Après un début aux allures de comédie aux accents hippies portée par un trio féminin, la trame mute et bascule dans l'action”. Ce premier tome est bien noté et comme l'écrit Lucas: "Véritable histoire exotique, ce premier tome porte la marque burlesque et sensuelle de Loisel, venue apporter son regard sur le scénario, très personnel au départ, qu’avait élaboré Pont". Le style de dessin est dynamique et enlevé, donnant un rendu cinématographique à l’action. Comme le note aussi M.Moubariki: “Ses cases, axées sur une cinématique parfaite qui rend vivante chaque séquence, sont d'une belle lisibilité”.
Le tome 2 débute après avoir laissé les personnages en très mauvaise posture, les péripéties continuent à rythme soutenu, ce qui montre un scénario bien construit et efficace. Pour le dessin, Gwenaël Jacquet note: "on ne peut oublier l’excellent dessin d’Olivier Pont. Il a admirablement mis en image cette histoire dans la plus pure tradition franco-belge, oscillant entre dessin réaliste et caricatural, ses personnages sont pleins de vie et bien caractéristiques". Le critique note de plus la candeur du héros Max, qui se laisse porter par les autres protagonistes, une équipe de femmes fortes et courageuses, jusqu'à sa rencontre avec le manchot. Ce deuxième volume est aussi très apprécié et montre un crescendo sur les scènes d'action et les courses poursuites. Le critique A.Perroud note: "Suivant évidemment scrupuleusement le découpage de son célèbre scénariste, Pont arrive tout de même à imposer son style personnel. Résultat, le panache de Loisel est bien visible, mais n’empêche aucunement la douceur poétique du co-créateur de Où le regard ne porte pas... de briller. Remarquable également, le dessinateur est impeccablement accompagné par François Lapierre pour les couleurs, celles-ci ne souffrent d’aucun défaut, tant en termes de nuances que de précision".
Le tome 3 entretient le suspense et confirme le talent de dessinateur de O.Pont, comme l'écrit M.Moubariki: "Loin de se limiter à une histoire prenante, Gaujeraï démontre une nouvelle fois le talent d'Olivier Pont. Sa mise en scène colle parfaitement au tempo du scénario tout en restant lisible. Son trait, dans la lignée des plus grandes signatures franco-belges est à la fois précis et lâché, juste et enlevé".
Le tome 4 conclut la série et Mick Léonard considère le dernier tome comme une réussite: "La force de cette aventure riche en rebondissements est de nous passionner, non seulement pour son intrigue principale sur les origines de Max, mais aussi de voir sur la durée de ses quatre tomes les caractères s'affirmer"
.